# Alexander Schnitger
Alexander Schnitger ook wel Sander Schnitger (Rotterdam, 3 november 1958 – 27 juni 2020) was een Nederlands generaal bij de Koninklijke Luchtmacht. Schnitger was tot 10 juni 2016 Commandant Luchtstrijdkrachten.

Schnitger studeerde aan de Koninklijke Militaire Academie in Breda. Hij vervolgde zijn militaire training op de Sheppard Air Force Base in de Verenigde Staten. In maart 1984 rondde hij zijn training af. Terug in Nederland werd hij piloot bij 314 Sqn op Vliegbasis Eindhoven. In 1988 was hij teamleider van het Northrop NF-5 demoteam "Double Dutch". In 1990 werd hij opgeleid tot F-16 piloot en toegevoegd aan 312 Sqn op Vliegbasis Volkel.

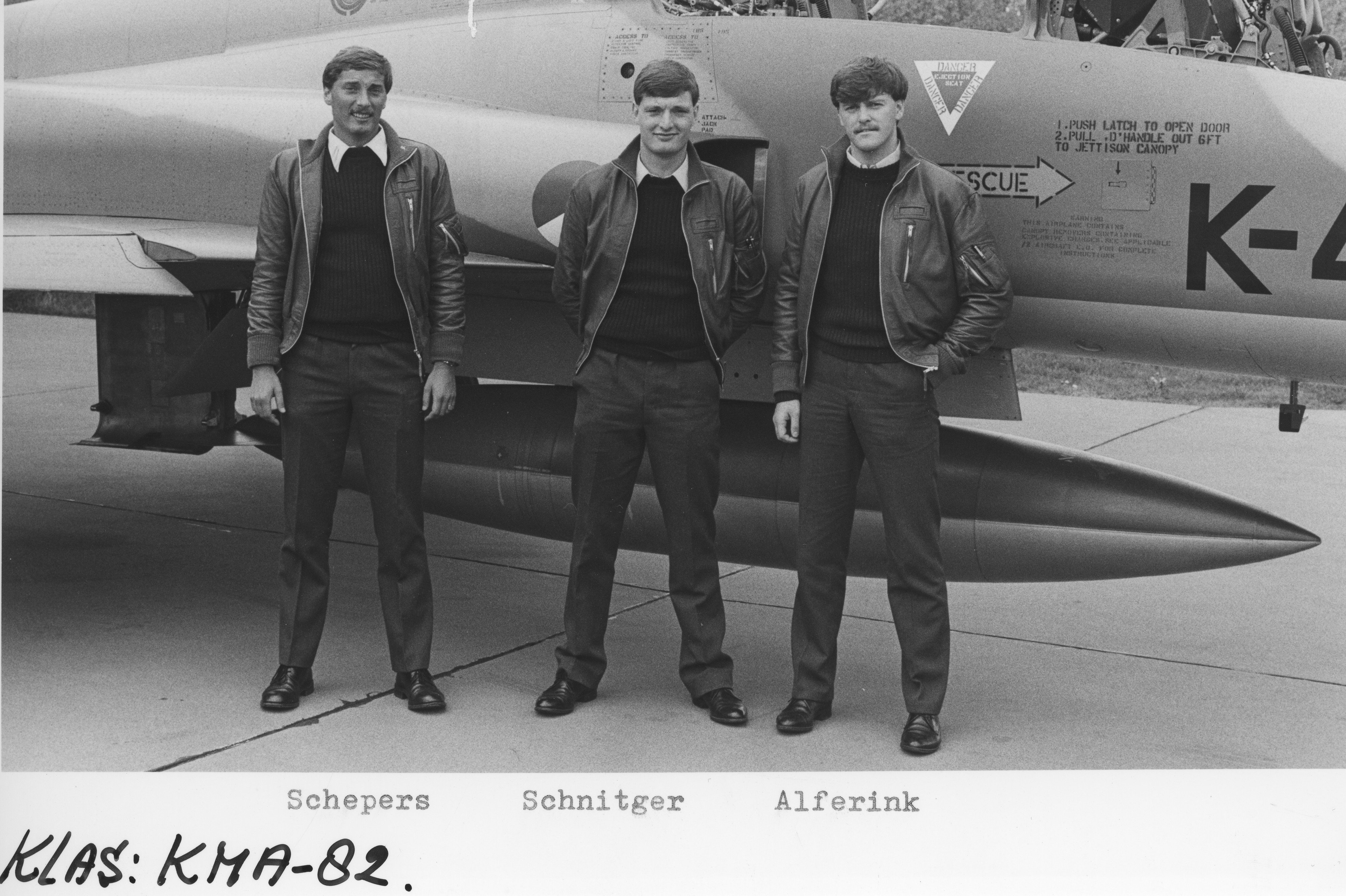
Schnitger (midden) in opleiding tot vlieger in 1983. Op de foto poseert hij, geflankeerd door lichtingsgenoten Schepers en Alferink voor een NF-5B trainingstoestel op Vliegbasis Twenthe.

In 2001 werd Schnitger planner bij het Ministerie van Defensie. In deze functie was hij betrokken bij een grootscheepse hervorming bij de Koninklijke Luchtmacht. In 2004 werd hij Director of Operations bij CAOC 4 in het Duitse Meßstetten in de rang van kolonel. In 2005 werd hij commandant van Vliegbasis Volkel en in 2008 Director of Operations bij de luchtmachtstaf in de rang van commodore. In 2009 promoveerde hij tot generaal-majoor en werd hij Director of Operational Needs, Policy and Planning Division bij het Ministerie van Defensie.
Op 9 maart 2012 volgde Schnitger luitenant-generaal Jac Jansen op als Commandant Luchtstrijdkrachten en werd hij bevorderd tot luitenant-generaal. Deze functie bekleedde hij tot 10 juni 2016 toen hij tijdens de Luchtmachtdagen op Vliegbasis Leeuwarden het commando overdroeg aan Dennis Luyt.
Na zijn functioneel leeftijdsontslag werd hij lid van de raad van toezicht van Luchtverkeersleiding Nederland en was hij regiodirecteur bij Boeing Government Services.